# Far Cry 2
Far Cry 2 ist ein Ego-Shooter mit Open-World-Elementen und das zweite Spiel der Far-Cry-Reihe, das von Ubisoft in Europa am 24. Oktober 2008 für Windows, PlayStation 3 und Xbox 360 veröffentlicht wurde. Anders als der Vorgänger Far Cry wurde das Spiel nicht von Crytek, sondern von Ubisoft Montreal entwickelt.
Far Cry 2 weicht deutlich vom Szenario seines Vorgängers ab: Die Aufgabe des Spielers ist es, einen berüchtigten Waffenhändler, den Schakal, in einem fiktiven Land in Ostafrika zu finden und zu ermorden. Die Handlung ereignet sich in einem über 50 km² großen Areal, das in zwei Hälften geteilt ist, in denen je eine Hälfte der Handlung stattfindet. Es gibt keine „Monster“ mehr, und die neu entwickelte Dunia Engine zeigt sich unter anderem in andauerndem Tag-Nacht-Wechsel. Ebenso existiert eine selbstregenerierende zerstörbare Umwelt.
Seit November 2012 existiert mit Far Cry 3 ein Nachfolger. Auch die nachfolgenden Spiele der Hauptreihe (Far Cry 4, 5 und 6), sowie deren Ableger basierten bis ins Jahr 2021 hinein auf der Dunia Engine.

## Handlung

### Handlungsverlauf
Die Handlung des Spiels führt den Spielercharakter in ein fiktives afrikanisches Land. In diesem tobt nach dem Zusammenbruch der Regierung ein Bürgerkrieg zwischen der sogenannten UFLL (United Front for Liberation and Labour) und der APR (Alliance for Popular Resistance), bewaffneten Milizen, die um die Vorherrschaft kämpfen und dabei die Region und ihre Bevölkerung mit Waffengewalt terrorisieren.
Der Spielercharakter hat den Auftrag, den Schakal, einen illegalen US-amerikanischen Waffenhändler zu töten, der mit seinen Lieferungen maßgeblichen Anteil an der Eskalation, Heftigkeit und der Dauer des Konflikts hat. Der Protagonist erhält über den berüchtigten Waffenhändler zunächst keine Informationen. Nachdem er nach seiner Ankunft im Distrikt Leboa-Sako Beginn zwischen die Fronten von APR und UFLL gerät, ist er gezwungen, Aufträge der beiden Kriegsparteien zu übernehmen, unter anderem um allmählich Informationen über den Schakal zu erlangen. Immer wieder überkommen ihn Malariaanfälle, die er aber mit Hilfe von Pillen unter Kontrolle halten kann. Außerdem findet er im Laufe des Spiels Freunde, die ihm alternative Möglichkeiten zu den Hauptmissionen anbieten.
Nach einiger Zeit spannt sich die Lage in Leboa-Sako derart an, dass Angriffe auf die letzten neutralen Zonen bevorstehen. Der Spieler kann entweder versuchen, seine Kameraden in einer Bar vor einem Überfall zu schützen, oder die Dorfbewohner der Stadt Pala in einer Kirche zu retten. Der Handlungsträger selbst wird in einem der beiden Gefechte schwer verletzt und, in der Annahme er sei tot, mit einem Karren in den südlichen Landesteil, nach Bowa-Seko, gefahren. Dort angekommen versucht er, weiterhin Informationen über den Schakal zu beschaffen, indem er erneut Aufträge für beide Parteien erledigt, wobei er wieder neue Freunde findet. In einer späteren Mission lautet der Auftrag, einen Diamantenkoffer für eine der beiden Organisationen zu beschaffen. Ein Kamerad möchte jedoch mit dem Handlungsträger aus dem Land fliehen, indem er ihm den Vorschlag unterbreitet, den Piloten, der sie aus dem Land bringen könnte, mit den Diamanten zu bestechen. Als der Protagonist gerade dabei ist, den Koffer zu stehlen, ertappt ihn der Schakal und tritt ihm ins Gesicht, sodass er ohnmächtig wird. Als er wieder zu sich kommt, findet er sich in einer Gefängniszelle wieder. Der Handlungsträger stellt fest, dass ihm all seine Waffen entwendet wurden, kann sich jedoch nach kurzer Zeit in die Freiheit kämpfen und weitere Missionen erfüllen.
Gegen Ende des Spieles soll er sich zum Gefängnis zurückbegeben, um den Schakal dort zu treffen. Dieser erklärt ihm, dass die UFLL und APR sich verbündet haben, um die aus dem Land fliehenden Zivilisten und sie beide zu töten. Der Protagonist macht sich auf den Weg in ein zuvor nicht zugängliches Gebiet. Zunächst begibt er sich jedoch zum Flugplatz in der Hoffnung, sich mit seinem Kameraden absetzten zu können. Es stellt sich jedoch heraus, dass er verraten wurde und sein Freund die Diamanten für sich selbst haben wollte. Er läuft also in einen Hinterhalt und wird aus allen Richtungen beschossen. Der Handlungsträger schafft es jedoch, alle Angreifer abzuwehren, und nimmt den Diamantenkoffer an sich. Die beiden verbündeten Parteien haben in der Nähe ein Lager errichtet. Die Aufgabe ist nun, beide Anführer auszuschalten. Als ihm dies gelingt und er auch alle weiteren APR- bzw. UFLL-Anhänger ausgeschaltet hat, begibt er sich zur Hütte des Schakals, um die Diamanten abzuliefern. Der Waffenhändler erklärt ihm, dass es nur noch wenig Hoffnung für die Flüchtlinge gibt und sie ihnen schnell helfen müssten. Er stellt ihn vor die Wahl, den Diamantenkoffer zu nehmen und damit die Grenzwachen zu bestechen, oder Dynamit auf einer Anhöhe zu zünden, um den nachrückenden mittlerweile verbündeten Truppen der APR und der UFLL den Weg zu den Flüchtlingen abzuschneiden. Bei ersterem soll der Protagonist bzw. Schakal nach Übergabe des Diamantenkoffers Selbstmord begehen, während die Sprengung mit dem Tod verbunden sei, da kein funktionierender Fernzünder existiere. Im Abspann erfährt der Spieler, dass die Identität des Schakals ungeklärt bleibt und nie eine Leiche gefunden wurde. Es bleibt also offen, ob der Schakal überlebt, dessen Rolle vom Protagonisten oder einem Dritten übernommen wurde. Die leidende Zivilbevölkerung ist jedoch frei und der Krieg in dem Land beendet.
Jedoch herrscht in dem kleinen Staat weiterhin Anomie. Beide sind also mit ihrem Vorhaben gescheitert, diese zu beenden.

### Spielwelt
Die Spielfläche setzt sich aus zwei etwas über 25 km² umfassenden Sektoren zusammen, wobei der südliche dem Spieler erst im späteren Spielverlauf zugänglich ist. Das Gebiet besteht aus einer Mischung aus Dschungel-, Savannen-, Steppen- und Wüstengebieten. In der südlichen Zone gibt es zusätzlich noch eine Sumpfgegend. Im Zentrum beider Sektoren befindet sich jeweils eine Stadt, die als Waffenstillstandszone gilt und in denen UFLL und die APR ihren Hauptsitz haben. Im gesamten Spielgebiet finden sich jedoch keinerlei Zivilisten. Da die Durchquerung des Spielgebiets wegen der Größe der Karte relativ viel Zeit in Anspruch nehmen würde, gibt es für den Spieler die Möglichkeit eines sicheren Schnelltransport in Form eines Busses. Busstationen finden sich verteilt auf der Karte. Mit ihrer Hilfe kann sich der Spieler zu einer beliebigen anderen Busstation versetzen lassen, die eigentliche Fahrt wird dabei übersprungen.
Das Spiel simuliert Tages- und Nachtverlauf, alle Spielfiguren besitzen zudem einen Tagesablauf, dem sie folgen.

## Spielprinzip

### Allgemein
Zu Beginn des Spiels wählt der Spieler aus einer Vorauswahl von neun Söldnern seine Spielfigur aus. Die Spielfiguren sind alle männlich, repräsentieren unterschiedliche Nationen und haben verschiedene persönliche Hintergründe, die jedoch keinen Einfluss auf die Handlung besitzen. Die übrig gebliebenen acht Figuren treten zudem als sogenannte Kameraden im Spiel in Erscheinung, ergänzt um drei weitere, weibliche NSCs.
In Far Cry 2 steuert der Spieler seine Spielfigur direkt durch die Spielumgebung, das Spielgeschehen wird dabei aus der Egoperspektive präsentiert und verzichtet weitgehend auf die Einbindung künstlicher Informationselemente. Ein Head-up-Display mit Spielinformationen wie der Lebensenergieanzeige oder dem Munitionsstand wird nur in bestimmten Situationen eingeblendet, ansonsten gibt der Bildschirm lediglich die Umgebung wieder. Auch das Einblenden der Umgebungskarte erfolgt nicht in der üblichen Form eines Menüs oder Overlays, sondern wird von der Spielfigur als Objekt während des laufenden Spiels hervorgeholt. Das Spielgeschehen wird dabei nicht angehalten und die Fortbewegungsmöglichkeit der Spielfigur dadurch nicht aufgehoben.
Um verlorengegangene Lebensenergie wiederzugewinnen, verwendet die Spielfigur Injektionsspritzen mit Morphium, die sich über die Spielwelt verteilt in Medizinkästen finden. Falls die Lebensenergie zudem auf den letzten Balken gefallen ist, gilt der Charakter als schwerverletzt und der Lebensenergiebalken nimmt kontinuierlich ab. In dieser Situation muss der Spieler eine automatisiert ablaufende Behandlungssequenz auslösen, in der die Spielfigur ihre Verletzung versorgt, sich beispielsweise eine Kugel aus dem Körper entfernt oder einen Knochenbruch stabilisiert. Gelingt ihm das nicht bevor die Energieanzeige auf Null gefallen ist, stirbt die Spielfigur und das Spiel ist beendet (Game over). Während des Vorgangs ist der Spieler zudem gegnerischen Angriffen schutzlos ausgeliefert und die rettende Behandlungssequenz wird jedes Mal unterbrochen, wenn die Figur von gegnerischen Attacken verletzt wird. Brandwunden kann der Spieler heilen, indem er sie einfach ausklopft.
Eine weitere Möglichkeit, Lebensenergie zu regenerieren, ist das Ausruhen in einem der vielen über das Spielgebiet verteilten Schutzhäuser. Dort kann die Spielfigur auf einer Liege eine vorher festgelegte Zahl an Stunden ausruhen. Schutzhäuser dienen dabei gleichzeitig auch als feste Speicherpunkte, um den Spielfortschritt zu sichern. Zwischen zwei solchen Ruhephasen wird der Spieler im Falle seines Ablebens einmal von seinem zweitbesten Kamerad gerettet und kann so dem Game over entgehen. Um diese Rettungsmöglichkeit wieder zu aktivieren, muss eine erneute Rast in einer Hütte eingelegt werden.
In regelmäßigen Abständen leidet die Spielfigur weiterhin unter Malariaschüben, die das Sichtfeld einschränken. Dies muss durch die Einnahme eines Malariamedikaments behoben werden. Im Spielverlauf geht es für die Spielfigur auch darum, die Malaria zu bekämpfen, was sich wiederum positiv auf die Belastbarkeit der Spielfigur auswirkt und sie stärker macht.
Um die Spielwelt in angemessener Zeit durchqueren zu können, finden sich in der Spielwelt verteilt zahlreiche Fahrzeuge wie Jeeps, Transporter oder sogenannte Buggys, einige davon mit Waffen ausgerüstet. Diese Fahrzeuge können durch Schusswechsel beschädigt und zur Explosion gebracht werden. Kleinere Schäden werden durch aufsteigenden Qualm aus der Motorhaube symbolisiert und die Fahrleistung nimmt erkennbar ab. Diese Beschädigungen lassen sich jedoch durch eine manuell auszulösende und dann automatisiert ablaufende Reparatursequenz durch die Spielfigur am Motor wieder beheben. Die Spielumgebung reagiert auf die Handlung des Spielers und die Umwelt kann zum Vorteil des Spielers genutzt werden. Die Dunia Engine ist beispielsweise in der Lage, die allmähliche Ausbreitung von Bränden durch den Wind zu simulieren. Durch geduckte Fortbewegung und den Erwerb von Tarnkleidung kann sich der Spieler in der Vegetation weiterhin vor patrouillierenden Gegnern verbergen. Das Spiel verwendet weiterhin die Havok-Physikengine, die in begrenztem Umfang beispielsweise Umweltzerstörungen durch Explosionen oder Schusswechsel simuliert. Auch die Spielmusik ist reaktiv und passt sich entsprechend der Spielsituation, wie freier Erkundung oder Feuergefechten, an.

### Waffen
Far Cry 2 unterscheidet zwischen Primär-, Sekundär- und Spezialwaffen, von denen der Spieler jeweils eine gleichzeitig mit sich führen darf. Insgesamt stehen über 30 Schusswaffen zur Auswahl. Zur Verteidigung im Nahkampf ist es außerdem möglich, eine Machete zu benutzen. Zusätzlich ist es, je nach Munitionsupgrades (siehe unten) und Schwierigkeitsgrad, möglich, gleichzeitig bis zu acht Handgranaten und acht Molotowcocktails zu tragen.
Die Primärwaffen können in nahezu allen Schlachten auf verschiedenen Distanzen verwendet werden. Dafür steht dem Protagonisten eine Auswahl von Sturmwaffen (z. B. AK-47), Schrotflinten (z. B. SPAS-12) und auch Scharfschützengewehren (z. B. Dragunow-Scharfschützengewehr) zur Verfügung. Für Kämpfe auf kurze Distanz kann man im Spiel Sekundärwaffen benutzen. Diese Waffenklasse enthält vor allem Pistolen, wie z. B. die Makarow und Maschinenpistolen (z. B. Uzi). Es ist jedoch auch möglich, mit Sprengsätzen taktische Elemente in das Kampfgeschehen einzubringen. Die Spezialwaffen sind eher dem extravaganten Spielertyp vorbehalten. Von Flammen- (LPO-50) über Raketenwerfer (z. B. RPG-7) und leichten MGs wie dem M249 SAW bis zu einem Pfeilgewehr wird dem Spieler eine große Auswahl an außergewöhnlichen Kampfgeräten geboten.
Alle Waffen können, besonders wenn sie ursprünglich vom Gegner stammen oder abgenutzt sind, Ladehemmungen aufweisen. Es ist möglich, sie durchzuladen und so den Defekt zu beheben, jedoch kann dabei die Waffe explodieren, wenn ihr Verschleiß bereits zu groß ist. Des Weiteren besteht die Möglichkeit, bei Waffenhändlern sämtliche Waffen – im Austausch gegen Rohdiamanten – in ausgezeichnetem Zustand zu erwerben. Wenn man eine Waffe einmal gekauft hat, ist man in der Lage, eine gebrauchte Waffe immer wieder durch eine neue zu ersetzen. Alle gekauften Waffen können außerdem zweimal bei Waffenhändlern verbessert werden (Präzision und Verlässlichkeit) und zu jedem Waffentyp gibt es Munitionsverbesserungen bzw. bei Fahrzeugen Reparaturverbesserungen zu kaufen. Des Weiteren besteht die Möglichkeit, ebenfalls mit Rohdiamanten Waffenkisten für die eingenommenen Unterschlüpfe zu erwerben. Diese kann man zur Deponierung nutzen, sodass man jederzeit die Waffe, die man gerade trägt, gegen die in der Kiste austauschen kann. Die abgelegten Waffen sind dann in jedem Unterschlupf und Waffendepot zu finden, nicht nur in dem ursprünglichen Gebäude, in dem man die Waffe in die Kiste gelegt hat.
Durch ein differenziertes Schadensmodell können Waffen auch in nicht-tödlicher Weise verwendet werden. Das ermöglicht beispielsweise Scharfschützentaktiken wie die Verwundung eines Gegners, die diesen lediglich bewegungsunfähig macht und weitere Gegner anlockt.

### Missionen
In Far Cry 2 hat der Spieler die Möglichkeit, insgesamt 85 Missionen (ausgenommen Untergrundmissionen) zu bewältigen, welche in Haupt-, Kameraden- und Nebenmissionen unterteilt sind. Die insgesamt 33 Hauptmissionen erledigt man für die beiden sich bekämpfenden Organisationen APR (Alliance for Popular Resistance) und UFLL (United Front for Liberation and Labour). Es handelt sich bei ihnen oft um einen Mordauftrag, und man wird dafür in Form von Rohdiamanten entlohnt. Sie werden meist durch eine der zwölf Kameradenmissionen ergänzt, durch die man die Beziehung zu seinen Kameraden verbessern und seinen eigenen Ruf steigern kann. Außerdem besteht die Möglichkeit seine Kameraden in Mike’s Bar anzutreffen, um dort Missionen von ihnen anzunehmen. Bei den 40 Nebenmissionen arbeitet man entweder für einen Waffenhändler oder einen unbekannten Auftraggeber. Für den erstgenannten muss man Waffenkonvois aufhalten, indem man sie zerstört. Dadurch schaltet man neue Waffen frei, die man gegen Diamanten bei den Waffenhändlern kaufen kann. Bei letzterem handelt es sich um Auftragsmorde.
Des Weiteren gibt es im Spiel Untergrundmissionen, die man erledigen muss, um an Medikamente zu kommen, mit denen man seine Malariakrankheit bekämpfen kann. Die Darstellung eines kriegsgeplagten afrikanischen Landes ist zugleich (audiovisuell) realistisch, andererseits auch bei ernsten Untertönen überzeichnet.
Mit Erfüllung der Aufträge erlangt der Spieler allmählich eine Reputation, die sich auf das Verhalten der Spielfiguren auswirkt. Unterschieden wird dabei zwischen einer Reputation innerhalb der Spielwelt und einer Reputation bei den Kameraden. Letztere baut sich individuell für jeden Kameraden auf und steigert sich beispielsweise durch das Erledigen von Kameradenmissionen. Der Kamerad mit der besten Beziehung zum Spielercharakter bietet dem Spieler bei jeder Hauptmission für die APR bzw. UFLL eine alternative Lösungsmöglichkeit. Folgt der Spieler diesem Alternativweg erhält er im Missionsverlauf Unterstützung von seinem Kameraden und festigt nach erfolgreicher Absolvierung die Beziehung zu diesem Kameraden weiter. Der Kamerad mit der zweithöchsten Beziehungswertung hingegen eilt dem Spielercharakter im Falle eines Ablebens zu Hilfe und bewahrt den Spieler so vor dem Game over. Kameraden setzen sich dabei stets auch selbst der Gefahr aus, getötet zu werden. Ist ein Kamerad schwer verletzt, liegt es am Spieler, ob er ihm zu Hilfe eilt und eine seiner eigenen Morphiumspritzen zu dessen Rettung einsetzt. Tut er es nicht oder benötigt er zu lange für die Rettungsaktion, stirbt der Kamerad und scheidet dauerhaft aus dem Spiel aus.

### Mehrspieler-Modus
Der Mehrspieler-Modus beinhaltet vier Spielmodi:
- Deathmatch, jeder gegen jeden
- Team-Deathmatch, APR gegen UFLL
- Capture the Diamond, zwei Parteien müssen einen Diamanten aus der feindlichen Basis stehlen und zur eigenen befördern
- Aufstand, drei Ziele müssen eingenommen und anschließend der feindliche Captain ausgeschaltet werden.

Ziel des Mehrspieler-Modus ist es so viele XP-Punkte wie möglich zu sammeln. Diese erhält man durch Kills, Wiederbelebungen, Hinrichtungen bzw. durch (Team-)Siege in den einzelnen Modi. Wenn man eine bestimmte Zahl an Erfahrungspunkten gesammelt hat steigt man einen Rang. Für die niedrigen Ränge braucht man nur relativ wenige Punkte. Je höher der nächste Rang jedoch ist, umso mehr Punkte benötigt man. Für jeden erreichten Rang erhält man Diamanten, die man in Waffen eintauschen kann. So kann man sich beispielsweise auf Sturm- oder Scharfschützengewehre spezialisieren. Durch den ausgiebigen Gebrauch von Waffen erhöht sich deren Benutzerfreundlichkeit.
Es ist im Online-Modus möglich, die mit dem Karteneditor selbst erstellten Karten hochzuladen, mit anderen darauf zu spielen und bewerten zu lassen. Die XP-Punkte, die man auf solchen Maps erhält, zählen jedoch extra.
Des Weiteren ist es möglich, LAN-Partys einzurichten.

## Entwicklung

### Geschichte
Far Cry 2 wurde am 19. Juli 2007 in Paris angekündigt. Ubisoft gab bekannt, dass das Spiel bei Ubisoft Montreal in der Entwicklung sei und kündigte den 23. Oktober 2008 als Veröffentlichungsdatum an. Produzent Louis-Pierre Pharand gab bekannt, das Spiel würde im Einzelspieler-Modus 50 Stunden Spielzeit bieten. Chefdesigner Clint Hocking behauptete, um das komplette Spiel zu „erleben“, brauche man 100 Stunden.
Ein Pre-Alpha-Video wurde im August 2007 in Leipzig aufgeführt. Gezeigt wurde ein Gameplay mit bewaffneten Auseinandersetzungen und Fahrtsequenzen sowie Alleinstellungsmerkmale wie Erste Hilfe und eine Physische Karte, die von der Spielfigur mitgeführt wird. Die Präsentation zeigte auch eine regenerative Vegetation und die Ausbreitung von Feuer (Waldbrände können ausgelöst werden). Auffallend war auch die hohe Zerstörbarkeit der von Menschen gebauten Gebilde.
Auf der Game Developers Conference im Februar 2008 bezeichnet Game Designer Patrick Redding die vier Grundsäulen des Spiels:
1. Erkundungsfreiheit
2. Realismus
3. Immersion mit Konsequenzen
4. Sinngehalt, gestützt durch Spielmechaniken

### Handlungskonzept
Die Handlung des Spiels ist beeinflusst von Joseph Conrads kolonialismuskritischem Roman Herz der Finsternis, der etwa zeitgleich zu H. G. Wells’ Roman Die Insel des Dr. Moreau geschrieben wurde, welcher noch als Vorlage für den ersten Teil der Serie diente. Ein weiterer Einfluss war der Roman Rote Ernte bzw. Bluternte von Dashiell Hammett, in dem ein einsamer Revolverheld in eine vollkommen korrumpierte Stadt kommt und mit äußerster Gewalt und Mitteln der Selbstjustiz in den Konflikt der rivalisierenden lokalen Banden eingreift, wobei er die Parteien gegeneinander ausspielt.

“I want to create an analogue experience for the player. I want him to feel the grime under his fingernails, the sweat, smell the gun oil. I wanted to create the guns jamming, the dust – the world isn’t this clean, sterile, digital representation of Africa.”

„Ich will für den Spieler eine analoge Erfahrung [Anm.: zu Herz der Finsternis] erschaffen. Ich will, dass er die dunklen Ränder unter seinen Fingernägeln spürt, den Schweiß, den Geruch von Waffenöl. Ich wollte Ladehemmungen erschaffen, den Staub – Die Welt ist nicht diese saubere, sterile, digitale Abbildung von Afrika.“

Die Spielwelt bietet mit ihrer Kombination aus Savannen, Wüsten, Dschungel und verfallenden Kolonialstädten daher auch einen Kontrast zur paradiesischen Tropeninsel des ersten Teils. Unter anderem, weil eine solche Abfolge unterschiedlicher Klimazonen in der Realität auf engem Raum nicht existiert, entschied man sich, die Handlung in einer fiktiven afrikanischen Region anzusiedeln. In Anlehnung an Herz der Finsterniss soll das Spiel die allmähliche Transformation der Spielerfigur in ein sprichwörtliches Monster wiedergeben, das letztlich nicht mehr in der Lage ist, zur Lösung des Problems beizutragen, sondern durch seine zunehmende Grausamkeit selbst zum Teil des Problems wird.
Teil des Konzepts war auch, den Körper der Spielfigur weitgehend auszublenden und nur darzustellen, wenn es der Situation aus Sicht der Spielentwickler angemessen erschien. Ursprünglich beabsichtigten die Entwickler, eine automatische Regenerierung der Lebensenergie wie in den Halo-Spielen zu implementieren. Da dies jedoch den Schwierigkeitsgrad der Kämpfe insbesondere bei geringer Gegneranzahl zu sehr verringerte, entschied man sich für das traditionelle System der Lebensbalken. Zusätzlich gesteuert wird die im Spielverlauf zunehmende Stärke des Charakters durch seine erfolgreiche Behandlung der Malaria. Zur allmählichen Anhebung des Schwierigkeitsgrades verbessert sich jedoch auch die Vorgehensweise der gegnerischen Charaktere, beispielsweise kommen mit zunehmendem Spielfortschritt Handgranaten zum Einsatz oder die KI versucht den Spieler durch flankierende Angriffe allmählich in die Enge zu treiben.

### Karteneditor
Far Cry 2 bietet einen professionellen Karteneditor mit einer Vielzahl an Funktionen. Das Gelände kann hierbei beliebig verformt und mit Texturen versehen werden. Die Flora wird mit einem Pinsel aufgetragen. Für Neulinge stellt vor allem das Platzieren von Objekten im dreidimensionalen Raum Probleme dar, da die Steuerung sehr komplex ist (Game One).
Zudem ist ein Wildnisgenerator integriert, mit dem man ein zufälliges Gelände erstellen kann, das zusätzlich noch editiert werden kann.
Seit 2009 gibt es aus der Community das Tool ‚MapInstaller 2.7‘, das die einfache Einbindung von Maps, die aus fremden Quellen (z. B. Internet und/oder Datenträgern) stammen, in das Spiel ermöglicht.

### Engine
Ubisoft entwickelte speziell für Far Cry 2 eine neue Engine namens Dunia (Swahili für Welt, Erde oder Leben). Die Dunia Engine sollte unter anderem für eine realistisch zerstörbare Umwelt, realistische Feuerausbreitung, Sturmeffekte, Echtzeit-Tag-und-Nacht-Zyklus sowie Non-scripted-Gegner sorgen.
Die Engine nutzt Mehrkernprozessoren und unterstützt sowohl DirectX 9 als auch 10. Lediglich zwei bis drei Prozent der CryEngine werden laut Senior Produktmanager Michiel Verheijdt wieder benutzt. Zusätzlich sind die Hardwareanforderungen geringer als bei der in Crysis genutzten CryEngine 2.
Far Cry 2 nutzt auch die amBX-Technologie von Philips, die mit passender Hardware Effekte wie Vibrationen, fließendes Licht und Windeffekte (durch spezielle Ventilatoren) erzeugt. Vor Erscheinen des Spiels veröffentlichte Ubisoft eine Anwendungssoftware, die die Ressourcen des PCs analysiert und Aufschluss darüber gibt, ob und auf welcher Stufe man Far Cry 2 spielen kann.

## Erweiterungen (DLCs)
Am 21. November 2008 kündigte Ubisoft das Fortune’s Pack an. Es enthält drei neue Waffen – eine Armbrust, eine doppelläufige und eine schallgedämpfte Flinte – und zusätzliche Fahrzeuge, darunter ein Lastwagen und ein Quad. Außerdem findet man im Paket neue Karten für den Mehrspieler-Modus (Cheap Labor, Fort Fury, Lake Smear, Last Resort). Das Paket ist für die Xbox 360, den PC und die PlayStation 3 auf dem Microsoft Store und im PlayStation Store erhältlich. Daneben erschien ein kostenloses Bonusmissionen-Pack von Intel.

## Rezeption
| Deutschsprachiger Raum    | Deutschsprachiger Raum                     |                                            |
| Publikation               | Wertung                                    |                                            |
| ------------------------- | ------------------------------------------ | ------------------------------------------ |
| 4Players                  | 81 % (Win) 80 (X360, PS3)                  |                                            |
| Computer Bild Spiele      | Note 2,29                                  |                                            |
| EuroGamer.de              | 8/10                                       |                                            |
| Games Aktuell             | 9/10                                       |                                            |
| GameStar                  | 82 %                                       |                                            |
| Gamona                    | 85 %                                       |                                            |
| Looki                     | 83 % (Win) 81 % (PS3)                      |                                            |
| PC Games                  | 89 %                                       |                                            |
| Spieletipps               | 87 %                                       |                                            |
| International             |                                            |                                            |
| 1UP                       | B+ (X360, PS3)                             |                                            |
| Edge                      | 8/10                                       |                                            |
| Electronic Gaming Monthly | 80 %                                       |                                            |
| EuroGamer.net             | 8/10                                       |                                            |
| Game Informer             | 8/10                                       |                                            |
| GameSpot                  | 8,5/10                                     |                                            |
| GameSpy                   | 3,5/5                                      |                                            |
| IGN US                    | 8,9/10 (Win) 8,8 (X360, PS3)               |                                            |
| PC Gamer (UK)             | 94 %                                       |                                            |
| PC Gamer (US)             | 94 %                                       |                                            |
| PC Zone                   | 90 %                                       |                                            |
| Metawertungen             |                                            |                                            |
| GameRankings              | 83,67 % (Win) 84,42 % (X360) 83,98 % (PS3) | 83,67 % (Win) 84,42 % (X360) 83,98 % (PS3) |
| Metacritic                | 85 % (Win) 85 % (X360) 85 % (PS3)          | 85 % (Win) 85 % (X360) 85 % (PS3)          |

Der Bundesverband Interaktive Unterhaltungssoftware verlieh eine Auszeichnung in Gold für 100.000 verkaufte Exemplare in Deutschland.

### Rezensionen
Die Kritik für das Spiel fiel mehrheitlich positiv aus, der Wertungsdurchschnitt aller drei Versionen (Windows, Xbox 360 und PlayStation 3) auf Metacritic liegt bei 85 %.
Petra Schmitz vom Magazin GameStar bemängelte die „absurden Umwege“ und bezeichnete die Fortbewegung zwischen Punkt A und B als nervend. Kämpfe und die brennende Savanne machten dies jedoch wett. In derselben Zeitschrift bemängelte Christian Schmidt die Handlung und lobte die „tollen Welten“.
In der Computer Bild Spiele wurde vor allem eine „super Grafik und aufregende Kämpfe“ und eine „lange Spieldauer“ gelobt. Gegen das Spiel sprächen „lange Fahrwege“ und das Fehlen von Zivilisten sowie der Mangel an Tieren im Spiel. Insgesamt müsse das „locker 80 Stunden umfassende Spiel […] sich lediglich aufgrund immenser Hardwareanforderungen mit der Note ‚gut‘ begnügen“.
Spieletipps lobte vor allem die „optische Darstellung von Feuer und die realistische Ausbreitung der Flammen“, bemängelte jedoch die tierarme Landschaft.

### Technische Probleme
Far Cry 2 erregte aufgrund einer Vielzahl von Fehlern im Spiel Aufsehen. So werden auf allen drei Plattformen Probleme beim Speichern der Spielstände, ein erstarrtes Bild und Verschwinden von Spielfiguren verzeichnet. An bestimmten Spielstellen seien die Fehler so gravierend, dass Far Cry 2 unspielbar werde. Diese Fehler wurden zum Teil mittels Patches behoben. Der aktuelle offizielle Patch trägt die Versionsnummer 1.03.

### Digitale Rechteverwaltung
Die PC-Version von Far Cry 2 nutzt den Kopierschutz SecuROM und limitiert die Menge der Installationen des Spiels. Insgesamt darf es auf drei Rechnern fünfmal installiert werden. Dazu muss der PC mit dem Internet verbunden sein. Bei einer Deinstallation wird wieder eine Installationsmöglichkeit gutgeschrieben. Hardware-Upgrades haben dabei keinen Einfluss auf die vorhandenen Installationen.

## Mobiles Spiel
Im November 2008 veröffentlichte das Unternehmen Gameloft zu Far Cry 2 einen Ableger gleichen Namens für Java auf Mobiltelefonen. Das Spiel erzählt grob dieselbe Handlung wie das Hauptspiel: Der Spieler wählt einen Söldner aus, der nach einem Malariaanfall in einem Dorf erwacht und den Auftrag hat, den Schakal zu ermorden. Es handelt sich um einen zweidimensionalen Shooter, der das Spielgeschehen aus der Vogelperspektive wiedergibt. Die Figur kämpft sich auf linear aufgebauten Karten durch die aus zehn Leveln bestehende Spielwelt. Ihr steht dabei ein ähnliches Arsenal unterschiedlicher Waffentypen wie im Hauptspiel zur Verfügung. Ein Großteil des Spiels besteht aus den Kämpfen, die auch aus einer Deckung heraus geführt werden können.

## Roman
- Michael T. Bhatty: Far Cry 2: Blutige Diamanten. Panini Verlag, 2008, ISBN 3-8332-1742-1.

Im Mai 2008 erschien in Deutschland das zweite Buch mit dem Titel Far Cry 2: Blutige Diamanten zur Far-Cry-Serie. Es wurde vom Sacred-Lead-Game-Designer Michael T. Bhatty geschrieben. Das Buch dient als Prequel zum Spiel. Im Mittelpunkt steht die Tierärztin Paula, die unter Anleitung ihres CIA-Mentors Zam, einer Figur aus dem ersten Far-Cry-Buch, zur aggressiven Tierschützerin wurde und nach einem Flugzeugabsturz in die Kriegswirren in Zentralafrika gezogen wird. Beleuchtet wird vor allem das Leben mit Konflikten und Bürgerkrieg beim Handel mit Blutdiamanten. Das Buch endet an der Stelle, an der das Spiel beginnt.